# York (circonscription provinciale, 1995-2014)
Pour les articles homonymes, voir York (homonymie).
Circonscription électorale provinciale du Canada
York est une ancienne circonscription électorale provinciale du Nouveau-Brunswick représentée à l'Assemblée législative de 1995 au 2014.

## Géographie
La circonscription comprend:
- Les villages de McAdam et de Harvey
- La paroisse de McAdam

## Liste des députés
| Législature                                                                                     | Années    | Député | Député        | Parti                     |
| ----------------------------------------------------------------------------------------------- | --------- | ------ | ------------- | ------------------------- |
| York Circonscription issue de York-Nord et York-Sud                                             |           |        |               |                           |
| 53e                                                                                             | 1995-1999 |        | John Flynn    | Libéral                   |
| 54e                                                                                             | 1999-2003 |        | Donald Kinney | Progressiste-conservateur |
| 55e                                                                                             | 2003-2006 |        | Scott Targett | Libéral                   |
| 56e                                                                                             | 2006-2010 |        | Carl Urquhart | Progressiste-conservateur |
| 57e                                                                                             | 2010-2014 |        | Carl Urquhart | Progressiste-conservateur |
| Circonscription dissoute parmi Fredericton-Ouest-Hanwell, Charlotte-Campobello et Carleton-York |           |        |               |                           |